# Australia na Letnich Igrzyskach Olimpijskich Młodzieży 2010
Australię na Letnich Igrzyskach Olimpijskich Młodzieży w Singapurze w 2010 reprezentować będzie 100 sportowców w 20 dyscyplinach.
| Australia na Letnich Igrzyskach Olimpijskich Młodzieży 2010 |     |       |        |      |      |      |      |      |      |        |
| Sportowcy                                                   | Lp. | złoto | srebro | brąz | 4 m. | 5 m. | 6 m. | 7 m. | 8 m. | Punkty |
|                                                             | ??  |       |        |      |      |      |      |      |      |        |

## Skład kadry

### Badminton
- Boris Ma
- Tara Pilven

### Boks
- Damien Hooper
- Brett Mather

### Gimnastyka
- Patrick Cooper
- Taylor Tirahardjo
- Madeleine Johnson
- Brody-Jai Hennessy
- Soriah MacLean
- Fotini Panselinos
- Morgan Turner
- Summer Walker
- Angela Donald

### Jeździectwo
- Tom McDermott

### Koszykówka
Dziewczyny:
- Rosie Fadljevic
- Mikhaela Donnelly
- Olivia Bontempelli
- Hannah Kaser

### Kajakarstwo
- Jessica Fox
- Scott Smith

### Kolarstwo
- Michael Baker
- Kirsten Dellar
- Matthew Dunsworth
- Jay McCarthy

### Lekkoatletyka
- Blake Steele
- Damien Birkinhead
- Kurt Jenner
- Liz Parnov
- Jenny Blundell
- Michelle Jenneke
- Prabhjot Rai
- Brodie Cross
- Nick Hough
- Demii Maher-Smith
- Raheen Williams
- Grant Gwynne
- Brandon Starc
- Ash Whittaker
- Elliott Lang
- Rick Whitehead
- Luke Greco

### Łucznictwo
- Alice Ingley
- Ben Nott

### Hokej na trawie
- Rory Middleton
- Luke Noblett
- Flynn Ogilvie
- Jay Randhawa
- Byron Walton
- Jordan Willott
- Oscar Wookey
- Dylan Wotherspoon
- Daniel Beale
- Robert Bell
- Andrew Butturini
- Ryan Edge
- Jake Farrell
- Casey Hammond
- Jeremy Hayward
- Daniel Mathiesen

### Pięciobój nowoczesny
- Todd Renfree

### Piłka ręczna
- Sally Cash
- Brianna Keyes
- Claire Dennerley
- Tegan Poulton
- Annalese Smith
- Maddison Truesdale
- Taylee Lewis
- Alice Keighley
- Sonja Miskovic
- Bella Faasau
- Paulini Tawamacala
- Monica Najdovski
- Victoria Fletcher
- Jasmin Marena Sheree Huriwai

### Podnoszenie ciężarów
- Liam Larkins
- Michelle Kahi

### Pływanie
- Justin James
- Nicholas Schafer
- Kenneth To
- Max Ackermann
- Emma McKeon
- Emily Selig
- Madison Wilson
- Zoe Johnson

### Skoki do wody
- Hannah Thek

### Strzelectwo
- Emily Esposito
- Janek Janski
- John Coombes

### Tenis stołowy
- Lily Phan

### Triathlon
- Michael Gosman
- Ellie Salthouse

### Wioślarstwo
- David Watts
- Emma Basher
- Olympia Aldersley
- Matthew Cochran

### Zapasy
- Haris Fazlic
- Carissa Holland
- Jayden Lawrence

### Żeglarstwo
- Madi Kennedy
- Mark Spearman